# 서형열
서형열(徐亨烈, 1956년 3월 1일 ~ 2020년 6월 8일)은 대한민국의 제8·9·10대 경기도의원이었다. 그리다 임기 중 간암으로 투병하다가 별세하였고, 장례는 경기도의회장(葬)으로 거행되었다.

## 학력
- 한국방송통신대학교 행정학 학사 졸업
- 한경대학교 국제경영학과 석사 졸업

### 비학위 수료
- 경희대학교 행정대학원 수료
- 고려대학교 경영대학원 수료

## 경력
- 통신제약주식회사 종로영업소장
- 사조 GREN·BLUE 사업본부장
- 일성레저 강북사업 본부장
- 한국청년회의소 환경분과 이사
- 한국청소년회의소 지방자치 시찰단 일본 지방자치단체 연수
- 교문로타리 클럽 회원
- 지역발전 연구소장
- 경기 동부 환경협의회 부회장
- 씨알의 소리 편집위원
- 월간사상계 편집위원
- 시민자각운동본부 창립회원
- 부양초등학교 체육진흥회 회장
- 백문초등학교 체육진흥회 회원
- 구리여자고등학교 운영위원회 부위원장
- 노무현 대통령 후보 구리시 유세 위원
- 남산청년회의소 환경분과 이사
- 구리시 베드민턴연합회 회장
- 민주자유당 경기도당 구리시 지구당 운영위원
- 민주당 지역위원회 상무위원
- 대한민국 독도지킴이 2000년 전가족 호적 독도 이전
- 독도문제연구소 부소장
- 독도수호 일본 항의방문 단장
- 민주평화통일자문회의 자문위원
- 구리시 적십자봉사회 봉사원
- 동구동 바르게살기운동 회원
- 구리시 자유총연맹 자문위원
- 구리시 배드민턴연합회 고문
- 2010.07 ~ 2014.06 제8대 경기도의회 의원
- 2010.07 ~ 2012.07 제8대 경기도의회 전반기 건설교통위원회 간사
- 2010.11 ~ 2010.11 제8대 경기도의회 건설교통위원회 행정사무감사 위원
- 2011.11 ~ 2011.11 제8대 경기도의회 건설교통위원회 행정사무감사 위원
- 2012.07 ~ 2014.06 제8대 경기도의회 후반기 건설교통위원회 위원
- 2012.11 ~ 2012.11 제8대 경기도의회 건설교통위원회 행정사무감사 위원
- 2013.11 ~ 2013.11 제8대 경기도의회 건설교통위원회 행정사무감사 위원
- 제8대 경기도의회 경기도 4대강 검증위원회 위원
- 제8대 경기도의회 경기도 교통안전교육자문위원회 위원장
- 제8대 경기도의회 교육용 전기료 인하 경기도의회 추진위원
- 2014.07 ~ 2018.06 제9대 경기도의회 의원
- 2014.07 ~ 2016.07 제9대 경기도의회 전반기 안전행정위원회 간사
- 2014.07 ~ 2016.07 제9대 경기도의회 전반기 윤리특별위원회 위원
- 2014.07 ~ 2016.07 제9대 경기도의회 전반기 예산결산특별위원회 위원
- 2014.11 ~ 2014.11 제9대 경기도의회 건설교통위원회 행정사무감사 위원
- 2015.11 ~ 2015.11 제9대 경기도의회 건설교통위원회 행정사무감사 위원
- 제9대 경기도의회 간행물 편찬위원회 위원장
- 2016.07 ~ 2018.06 제9대 경기도의회 건설교통위원회 위원
- 2016.11 ~ 2016.11 제9대 경기도의회 건설교통위원회 행정사무감사 위원
- 2017.11 ~ 2017.11 제9대 경기도의회 건설교통위원회 행정사무감사 위원
- 더불어민주당 중앙당 부대변인
- 2018.07 ~ 2020.06 제10대 경기도의회 의원
- 2018.07 ~ 2020.06 제10대 경기도의회 전반기 건설교통위원회 위원
- 2018.07 ~ 2020.06 제10대 경기도의회 전반기 예산결산특별위원회 위원
- 2018.11 ~ 2018.11 제10대 경기도의회 건설교통위원회 행정사무감사 위원
- 2018.12 ~ 2019.03 제10대 경기도의회 경기도공항버스면허전환과정에서의위법의혹에관한행정사무조사특별위원회 위원
- 2019.11 ~ 2019.11 제10대 경기도의회 건설교통위원회 행정사무감사 위원

## 저서
- 지방화 시대 의회로 가는길
- 아무리 넘어져도 일어나면 걸을 수 있다

## 역대 선거 결과
|  | 17.56% |

|  | 12.52% |

|  | 53.65% |

|  | 51.29% |

|  | 67.49% |